# Torrey DeVitto

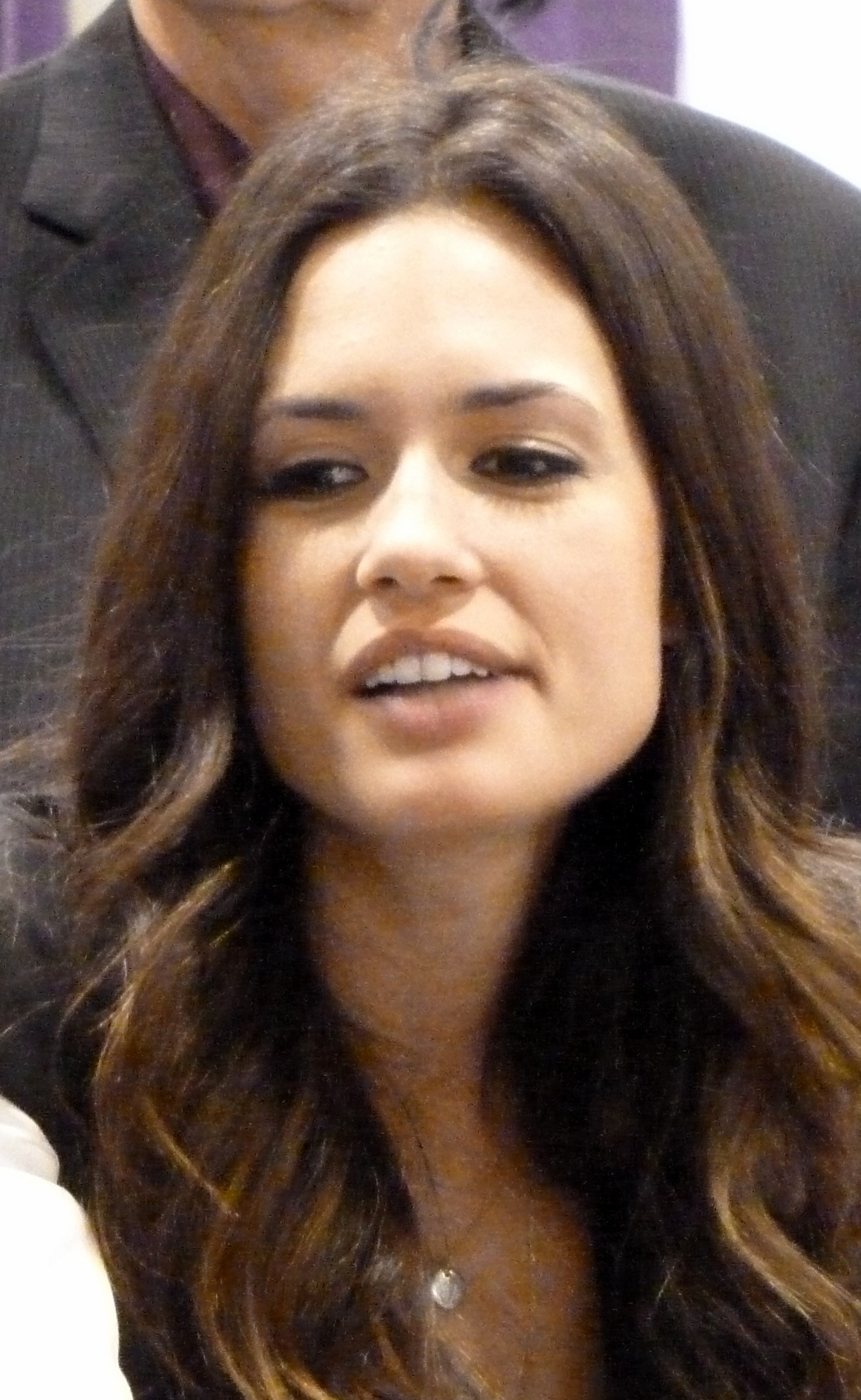
Torrey Joel DeVitto în 2012

Torrey Joel DeVitto (n. 8 iunie 1984, Huntington, New York) este o actriță și model american. Este cunoscută datorită rolului Melissa Hastings din serialului Pretty Little Liars.

## Biografie
Părinții ei sunt Maria și Liberty DeVitto. Tatăl ei a fost un baterist pe termen lung pentru Billy Joel. Ea are două surori, Devon și Maryelle. Sora ei, Maryelle a jucat în serialul de televiziune Endurance. Torrey Joel DeVitto a învățat la Fort Salonga Elementary School. La vârsta de șase ani, DeVitto a luat lecții de vioară, fiind în clasa a patra, Torrey a câștigat locul ei ca violonist într-o trupă de liceu. Când DeVitto avea 12 ani, ea a jucat o piesă vioară solo la nuntă a lui Christie Brinkley și lui Peter Cook. După ce a absolvit Winter Park High School, în Winter Park, Florida, ea a petrecut vara în Japonia, unde lucra ca model. 

## Viața personală
Din 2007 se întâlnește cu actorul american Paul Wesley,cunoscut după rolul lui Stefan Salvatore din Jurnalele Vampirilor.Au făcut cunoștință pe platoul de filmări Killer Movie.Ei s-au căsătorit în aprilie 2011 la o ceremonie privată în New York, însă vara lui 2013 au depus actele de divorț.

### Cariera
Torrey are multe roluri în cariera sa ca: 
- I'll Always Know What You Did Last Summer
- Killer Movie
- Green Flash
- The Rite
- Beautiful People
- One Tree Hill
- Pretty Little Liars
- The Vampire Diaries
- Chicago Med